# 流水沟站
流水沟站是一个京通线上的铁路车站，位于河北省承德市滦平县巴克什营镇营盘村，建于1985年，目前为五等站，邮政编码为068254。目前客运：办理旅客乘降；不办理行李、包裹托运；不办理货运营业。